# Meteorus brevicornis
Meteorus brevicornis är en stekelart som beskrevs av Granger 1949. Meteorus brevicornis ingår i släktet Meteorus och familjen bracksteklar. Inga underarter finns listade i Catalogue of Life.